# Kiskunmajsai járás
A Kiskunmajsai járás Bács-Kiskun vármegyéhez tartozó járás Magyarországon, amely 2013-ban jött létre. Székhelye Kiskunmajsa. Területe 485,13 km², népessége 19 429 fő, népsűrűsége 40 fő/km² volt a 2012. évi adatok szerint. Egy város (Kiskunmajsa) és 5 község tartozik hozzá.

## Települései
| Település       | Rang (2013. július 15.) | Kistérség (2013. január 1.) | Népesség (2012. január 1.) | Terület (km²) |
| --------------- | ----------------------- | --------------------------- | -------------------------- | ------------- |
| Kiskunmajsa     | járásszékhely város     | Kiskunmajsai                | 11 766                     | 221,99        |
| Csólyospálos    | község                  | Kiskunmajsai                | 1 658                      | 65,1          |
| Jászszentlászló | község                  | Kiskunmajsai                | 2 458                      | 60,34         |
| Kömpöc          | község                  | Kiskunmajsai                | 698                        | 29,98         |
| Móricgát        | község                  | Kiskunmajsai                | 479                        | 32,89         |
| Szank           | község                  | Kiskunmajsai                | 2 370                      | 74,83         |

## Története
A Kiskunmajsai járás a 2013-ban teljesen újonnan létrehozott járások közé tartozik, Kiskunmajsa korábban soha nem töltött be járásszékhely szerepkört.
Valamelyest a járás előzményének tekinthető azonban, hogy a város rövid ideig központi szerepkört töltött be 1984 és 1990 között, amikor először városi jogú nagyközségként, majd 1989-től városként nagyközségkörnyék- illetve városkörnyékközpont volt, és akkori közigazgatási vonzáskörzete megegyezett a mai járással. Kiskunmajsa az 1994-ben kialakított kistérségi rendszerben kezdettől kistérségi központ is.